# Hi(…)
Hi[…] war ein römischer Mosaizist des 3. Jahrhunderts.
Vom Namen des Künstlers sind durch eine unvollständige Signatur eines Mosaiks, das in den Thermen von Vlisiparra bei Enfidha in Tunesien gefunden wurde, nur die ersten zwei Buchstaben bekannt. Es wird in die erste Hälfte des 3. Jahrhunderts n. Chr. datiert. Das Mosaik zeigt einfache geometrische Muster. Heute befindet es sich im Archäologischen Museum in Sousse.